# Paramarylynnia subventrosetata
Paramarylynnia subventrosetata is een rondwormensoort uit de familie van de Cyatholaimidae. De wetenschappelijke naam van de soort is voor het eerst geldig gepubliceerd in 2007 door Huang & Zhang.